# Esthésioneuroblastome
 Mise en garde médicale
L'esthésioneuroblastome (ou neuroblastome) olfactif est une tumeur rare se développant aux dépens du nerf olfactif dans la cavité nasale. Moins de 1 000 cas dans le monde ont été publiés durant les vingt dernières années. Les causes de cette tumeur restent inconnues. La pathologie a été décrite pour la première fois dans la littérature par Berger et Luc en 1924.
Son traitement peut résider dans la chirurgie, la radiothérapie ou l'association des deux. Le taux de récidive locale reste cependant proche de 30 %.
L'esthésioneuroblastome fut médiatisé en France en 2008 au travers du cas de Chantal Sébire, une institutrice française de 52 ans dont le visage avait été déformé par la tumeur devenue inopérable dans son cas.